# Zulfikar Ali Bhutto
Zulfikar Ali Bhutto, född 5 januari 1928 i Larkana, död 4 april 1979 i Rawalpindi, var en pakistansk politiker och statsman som var Pakistans president 1971–1973 och landets premiärminister 1973–1977. Han var gift med Begum Nusrat Bhutto och var far till Benazir Bhutto.
Bhutto grundade 1967 PPP, Pakistan People's Party, och blev fyra år senare Pakistans ledare. Med en utpräglad antiindisk utrikespolitik och socialistisk propaganda vann han studenternas och de fattigas stöd.
Bhutto avsattes efter en militärkupp den 5 juli 1977 ledd av dåvarande general Muhammad Zia-ul-Haq som åberopade militärt undantagstillstånd men lovade att hålla val inom tre månader. Senare, istället för att hålla löftet om allmänna val, anklagade generalen Bhutto för att ha konspirerat för att mörda fadern till den oliktänkande politikern Ahmed Raza Kasuri. Zulfikar Ali Bhutto ställdes inför krigsrätt och dömdes till döden.
Trots att anklagelserna blev "allmänt betvivlade av allmänheten", och trots vädjan om barmhärtighet från utländska ledare hängdes Zulfikar Ali Bhutto 4 april 1979. Vädjandena avfärdades av tillförordnade president general Zia. Benazir Bhutto och hennes mor hölls i "polisläger" fram till slutet av maj efter avrättningen.